# GBC 180
GBC180為法國雷諾公司開發的軍用卡車，被法國等國家使用為標準載貨汽車。

## 概要
主要作為運輸用途，不過也有雷達車、工兵器材車、油料車等改裝。GBC180的特色就是能改裝為燃料車，可以混合使用酒精、氫氣或生質燃料。此外車體還可以設置裝甲增加安全性。
雖然雷諾公司開發了TRM 2000等後繼車款，但GBC180在經過壽命延長措施後仍可繼續使用10年以上。2009年約有5,500輛GBC180於法國軍隊中服務。